# Мільштейн Олександр Мойсейович
Олекса́ндр Мойсе́йович Мільште́йн (нар. 8 вересня 1963, Харків, Українська РСР, СРСР) — український письменник (пише російською мовою), перекладач. Виступає як художник-графік, в тому числі з ілюстраціями до власних творів.

## Біографія
Закінчив механіко-математичний факультет Харківського державного університету. Періодично працює програмістом. З 1995 року живе в Мюнхені.
Автор збірок прози «Школа кібернетики» (2002), «Кодекс парашутиста» (2013), «П’ятипіль» (2017), романів «Серпантин» (2008), «Піноктіко» (2008), «Контора Кука» (2013; лонг-лист премії імені Олександра Пятигорского, 2016—2017), «Паралельна акція» (2008—2014; шорт-лист премії «НОС», 2014, фінал «Русской премии», 2015), «Аналогові машини» (2018), повістей «Скло» (2009), «Вічний студент» (2011), «Естафета поколінь» (2013), «Намалюй це білим» (2014 року), «Поки тече Ізар», «Фріц» (обидві — 2015), «Перед дамбою», «П’ятипіль» (обидві — 2016), «Контурні подорожі Дана Капітонова», «Фло» (всі — 2017), «Абітурієнт» (2018); перекладач збірки оповідань Юдіт Герман «Літній будиночок, пізніше» (2009). Проза, есеїстика, переклади з німецької (Уве Копф, Крістіан Крахт, Юлія Франк, Юдіт Герман) і українського (Сергій Жадан) публікувалися в журналах «22», «Даугава», «Зарубіжні записки», «Зірка», «Хрещатик», «НАШ», «Нева», «Новий Берег», «Вікно», «Урал», «Чайка», Case, Kreschatik, мережевих виданнях «Російський журнал», «Сноб», «Топос», «Цирк» Олімп «+ TV», «Приватний кореспондент», post (non) fiction, TextOnly, альманахах «Фігури мови 2», «Новий Гільгамеш», «Артикуляція» та ін. Перекладався на німецькій мові (публікації в журналі нім. Der Freund, газеті нім. Süddeutsche Zeitung). Знявся в німецькому документальному фільмі «Нічний потяг на Маріуполь» (нім. Nachtzug nach Mariupol Nachtzug nach Mariupol, 2018; режисер Ванья Нольте, нім. Wanja Nolte Wanja Nolte), присвяченому четвертій німецько-української письменницькій зустрічі «Міст з паперу» (нім. Eine Brücke aus Papier Eine Brücke aus Papier.

## Відгуки
У рецензії на першу збірку прози Олександра Мільштейна «Школа кібернетики» російський письменник, історик літератури та літературний критик Самуїл Лур'є (С. Гедройц) зауважує:
|  | «Під рівною поверхнею цієї прози біжить в божевільному темпі вельми нетривіальна свідомість. Якась безконтактна. Тут ніхто нічого по-справжньому не хоче, не те що не любить. Не існує нічого, що вважалося б прекрасним, бажаним чи хоча б дорогим. Всім все одно, що з ними буде. Світ повний божевільних, що прикидаються нормальними. Кожен грає в піжмурки з долею. Нудьга життя долається тільки швидкістю. Побут, поділений на пропозиції, летить крізь людину зі швидкістю хмар у вітряний день». |

На думку російського літературного критика Льва Данилкіна, в романі Мільштейна «Серпантин» «щось дивне відбувається зі словами; вони начебто володіють якимось невідомим параметром — як згадані в романі кулі в шахрайській лотереї у Маркеса, які підігрівали або охолоджували, щоб діти могли наосліп витягати їх з лототрону. У мільштейновському романі теж ніби можна засунути руку і відчути слова на дотик. Море, поруч з яким весь час знаходяться герої, — це ще й море мови, колосальна маса живих слів; з одного боку, нескінченне джерело матеріалу для метаморфоз, з іншого — гравітаційне поле, що спотворює все , що говоримо, що змінює значення слів, простір нескінченної дифузії смислів».
Розмірковуючи про художню своєрідність прози Мільштейна в рецензії на роман «Піноктіко», російський письменник і літературний критик Олександр Уланов констатує: «Дійсність асоціюється у героїв Мільштейна з фільмами Герцога, Лінча, Вендерса, Фассбіндера, з сучасним образотворчим мистецтвом. Життя — не сон, як вважали за часів бароко, а інсталяція. Весь світ — величезна інсталяція, через яку пробирається людина».

## Виставки

### Персональні
- 2016 — Rays and Other Letters. Мюнхен, Інститут іноземних мов і перекладачів
- 2017 — Вікна в П’ятипіль. Львів, галерея «Дзиґа»
- 2017 — Вікна в П’ятипіль. Київ, галерея 32 Vozdvizhenka ARTS-House
- 2018 — Аналогові машини. Харків, Харківська муніципальна галерея
- 2018 — Райок.  Пархомівка (Харківська область), Пархомівське відділення  Харківського художнього музею
- 2019 — Prosa Engine. Фельдафінг, ратуша

### Спільні
- 2016 — Don't be afraid, you are already dead! Мюнхен, галерея FOE
- 2017 — ART-Work (українсько — польська). Київ, «Мистецький арсенал»
- 2017 — ART-Work (українсько — польська). Вроцлав, Міська галерея
- 2017 — Numero Uno. Мюнхен, галерея Nautilus